# Brunn (Baviera)
Brunn è un comune tedesco di 1 343 abitanti, situato nel land della Baviera.